# Conus fantasmalis
Conus fantasmalis é uma espécie de gastrópode do gênero Conus, pertencente a família Conidae.